# 2010 en rugby à XIII
| Années du rugby à XIII : 2007 - 2008 - 2009 - 2010 - 2011 - 2012 - 2013    |
| Décennies du rugby à XIII : 1980 - 1990 - 2000 - 2010 - 2020 - 2030 - 2040 |

Cet article présente Les faits marquants de l'année 2010 en rugby à XIII.

## Principales compétitions
- Championnat de France (du 4 octobre 2009 au 30 mai 2010)
- Coupe d'Europe des nations (octobre  - novembre  2010)
- National Rugby League (du 12 mars 2010 au 3 octobre 2010)
- State of Origin (du 26 mai au 7 juillet 2010)
- Super League (du 29 janvier 2010 au 2 octobre 2010)
- Tournoi des Quatre Nations (du 23 octobre au 13 novembre 2010)

## Événements

### Février
- 28 février : victoire du Melbourne Storm contre les Leeds Rhinos au World Club Challenge sur le score de 18-10 devant 27 697 spectateurs à l'Elland Road[1].

### Avril
- 23 avril : le club du Melbourne Storm est sanctionné de la perte de ses titres des cinq dernières années assortie d'une amende financière et de matchs perdus pour la saison 2010 pour avoir dépassé le plafond salarial[2].

### Mai
- 2 mai : victoire du FC Lézignan 18-14 en finale de la Coupe de France à au Parc des Sports d'Avignon contre le XIII limouxin[3].
- 7 mai : lors du traditionnel ANZAC Test, l'Australie s'impose face à la Nouvelle-Zélande  sur le score de 12 à 8 dans le nouveau stade du AAMI Park de Melbourne[4].
- 7 mai : victoire du Country 36-18 lors du City vs Country Origin[5].
- 26 mai : premier match du State of Origin à l'ANZ Stadium de Sydney.

### Juin
- 16 juin : deuxième match du State of Origin au Suncorp Stadium de Brisbane.

#### Test match
- Samedi 12 juin

 France -  Angleterre

### Juillet
- 7 juillet : troisième match du State of Origin à l'ANZ Stadium de Sydney.

### Août
- 28 août : finale de la Challenge Cup.

### Octobre
- 2 octobre : victoire des Wigan Warriors 22-10 contre St Helens RLFC lors de la finale de la Super League à Old Trafford de Manchester devant 71 526 spectateurs.

- 3 octobre : victoire des St. George Illawarra Dragons 32-8 contre les Sydney Roosters lors de la finale de la National Rugby League à l'ANZ Stadium de Sydney devant 82 334 spectateurs.

#### Coupe d'Europe des nations
- Samedi 9 octobre :  France -  Irlande.

- Samedi 16 octobre :  France -  Écosse.

- Samedi 23 octobre :  France -  Pays de Galles.

#### Tournoi des quatre nations
- Samedi 23 octobre à Wellington :  Nouvelle-Zélande -  Angleterre.
- Dimanche 24 octobre à Sydney :  Australie -  Papouasie-Nouvelle-Guinée.
- Samedi 30 octobre à Rotorua :  Nouvelle-Zélande -  Papouasie-Nouvelle-Guinée.
- Dimanche 31 octobre à Melbourne :  Australie -  Angleterre.

### Novembre

#### Tournoi des quatre nations
- Samedi 6 novembre à Auckland

 Angleterre -  Papouasie-Nouvelle-Guinée
 Nouvelle-Zélande -  Australie
- Samedi 13 novembre à Brisbane

Finale du tournoi des quatre nations.

## Principaux décès
- 27 septembre : Terry Newton est trouvé mort à l'âge de 31 ans. Contrôlé positif à l'hormone de croissance, il avait été suspendu pour deux ans et licencié par son club des Wakefield Trinity Wildcats. La police penche pour un suicide[6].
- 30 décembre : décès à 76 ans de Jean Planté, joueur de rugby à XIII international français;